# Martina Crhová
Martina Crhová, född 17 juni 1988 i Prag, är en tjeckisk tidigare handbollsspelare (högernia/högersexa). Hon spelade 2012–2022 för den svenska klubben Kristianstad HK.

## Klubbkarriär
Crhová började spela för klubben HC Háje och spelade kvar där till 2006. Efteråt bytte hon till Slavia Prag. Hon representerade Slavia i  EHF-cupen och Challenge cup. Nästa klubb blev Casta Sokol Pisek men året efter började hon spela för tjeckiska klubben DHK Banik Most. Efter 2012 valde hon att flytta till Sverige och representera Kristianstad HK i division 1. Visserligen avancerade klubben till damallsvenskan 2013 men det var en låg nivå för en landslagsspelare. I sin svenska klubb spelade Crhova som högernia medan hon i landslaget var både kantspelare och högernia. Crhová har sedan spelat i Kristianstad med uppehåll för en graviditet 2015 och 2018 hade hon problem med en hälsporre. Efter att Kristianstad åkt ur slutspelet 2018 blev Crhová åter gravid. Då Kristianstad åkte ur SHE 2019 spelade Crhová inte för klubben men i november 2019 gjorde hon debut i damallsvenskan. Crhová har spelat säsongen 2020-2021 för Kristianstad HK.

## Landslagskarriär
Martina Crhová landslagsdebuterade för Tjeckien 2010 och mästerskapsdebuterade vid VM 2013. Där blev hon matchens lirare i matchen mot Australien. Hon spelade sedan även för Tjeckien vid EM 2016 i Sverige.